# Індикатор блукаючих струмів
Індика́тор блука́ючих стру́мів (англ. indicator of stray currents; нім. Streuströmeindikator m) — прилад для виявлення і вимірювання блукаючих струмів. Застосовується для оцінки рівня блукаючих струмів безпосередньо перед монтажем електровибухової мережі.